# Евангелос Стратис
Евангелос Стратис (на гръцки: Ευάγγελος Στρατής) е виден серски просветен деец и общественик.

## Биография
Евангелос Стратис е роден в 1867 година в сярското село Радолиово, тогава в Османската империя. Още като малък се преселва в Сяр. Учи философия в Атинския университет и палеография в Париж. Преподава в Цариград и Румъния. През 1897 година поема ръководството на прогимназията в Доксат, а в 1901 година на женското училище в Сяр. До смъртта си преподава византийска история в Сярската гимназия. Занимава се с историографията на Сяр и основава Археологическия музей в града. Пише изследванията „Благодетели и дарители на сярската гръцка община“, „История на училищата на град Сяр“, „Серският военачалник Емануил Папас“, „Манастирът „Свети Йоан Предтеча“ и други.
Умира в 1926 година. Името му носи улица в Сяр.